# Tedia abdominalis
Tedia abdominalis is een spinnensoort in de taxonomische indeling van de celspinnen (Dysderidae).
Het dier behoort tot het geslacht Tedia. De wetenschappelijke naam van de soort werd voor het eerst geldig gepubliceerd in 1988 door Christa Deeleman-Reinhold.